# Milan Records
Milan Records is een Amerikaans platenlabel uit Los Angeles, gespecialiseerd in filmmuziek en soundtracks. In juli 2019 werd Milan overgenomen door Sony Masterworks. Toevallig werd Milan in het verleden gedistribueerd door BMG, dat Sony in 2008 heeft overgenomen.
Milan werd in 1978 opgericht door Emmanuel Chamboredon, die de huidige bestuursvoorzitter en president is van het bedrijf. In de jaren tachtig werd Milan gesplitst in Editions Milan Music en Editions Jade, een label gespecialiseerd in klassieke muziek. Milan Records werd voor het eerst gevestigd in New York en verhuisde vervolgens naar Los Angeles, Californië. Editions Jade werd Jade Music, een derde sublabel bekend als Chicooligan Recording, het label waarop vinylalbums worden uitgebracht. Edition Milan Music werd Milan Records, waarmee het muziek uitbracht voor de filmmuziekindustrie zoals El secreto de sus ojos, Resident Evil: Afterlife, El Laberinto del Fauno, The Queen en Flags of Our Fathers.